# Museo del Botijo (Villena)
El Museo del Botijo fue fundado en el año 1970 en la ciudad de Villena por el coleccionista Pablo Castelo Villaoz. Consta de una extensa monografía dedicada a botijos de todo el mundo, en diversos materiales desde la madera a la cerámica y con las más variadas formas. Presenta en sus diversas salas más de 1200 ejemplares.
El museo se ubica en la casa de su fundador. Construida a principios del siglo XX, la vivienda ha mantenido en buena medida su estructura original, destacando la cocina que incluye las herramientas tradicionales de aquella época.
La colección incluye ejemplares de materiales diversos, como el metal, la madera o el barro cocido. Con todo, la mayor diversidad se da en los diseños de los botijos, con formas y motivos antropomórficos, zoomórficos, fitomórficos o arquitectónicos, entre otros.
Este museo se puede visitar previa visita concertada.